# Ярмолинці (селище)

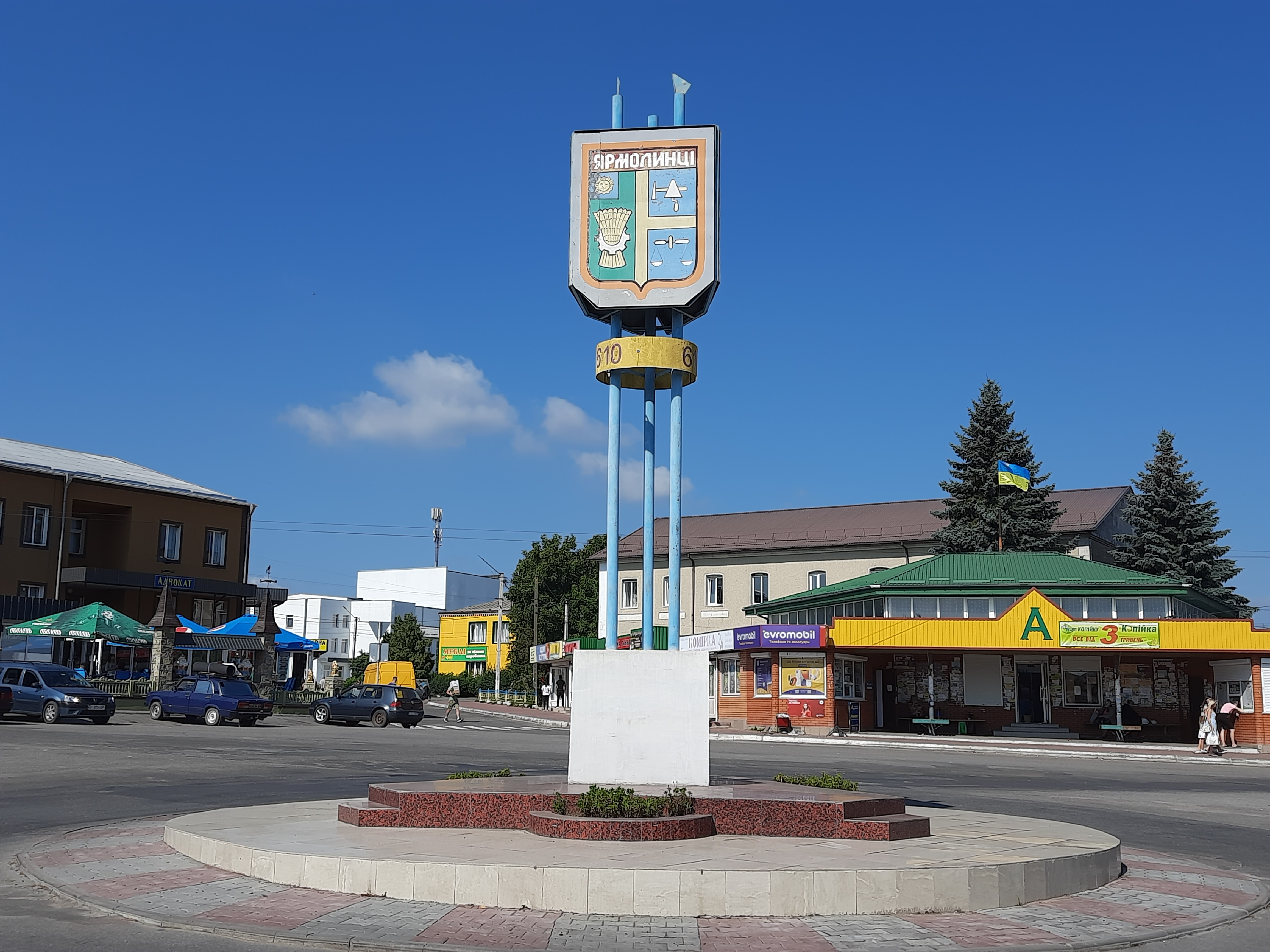
В центрі

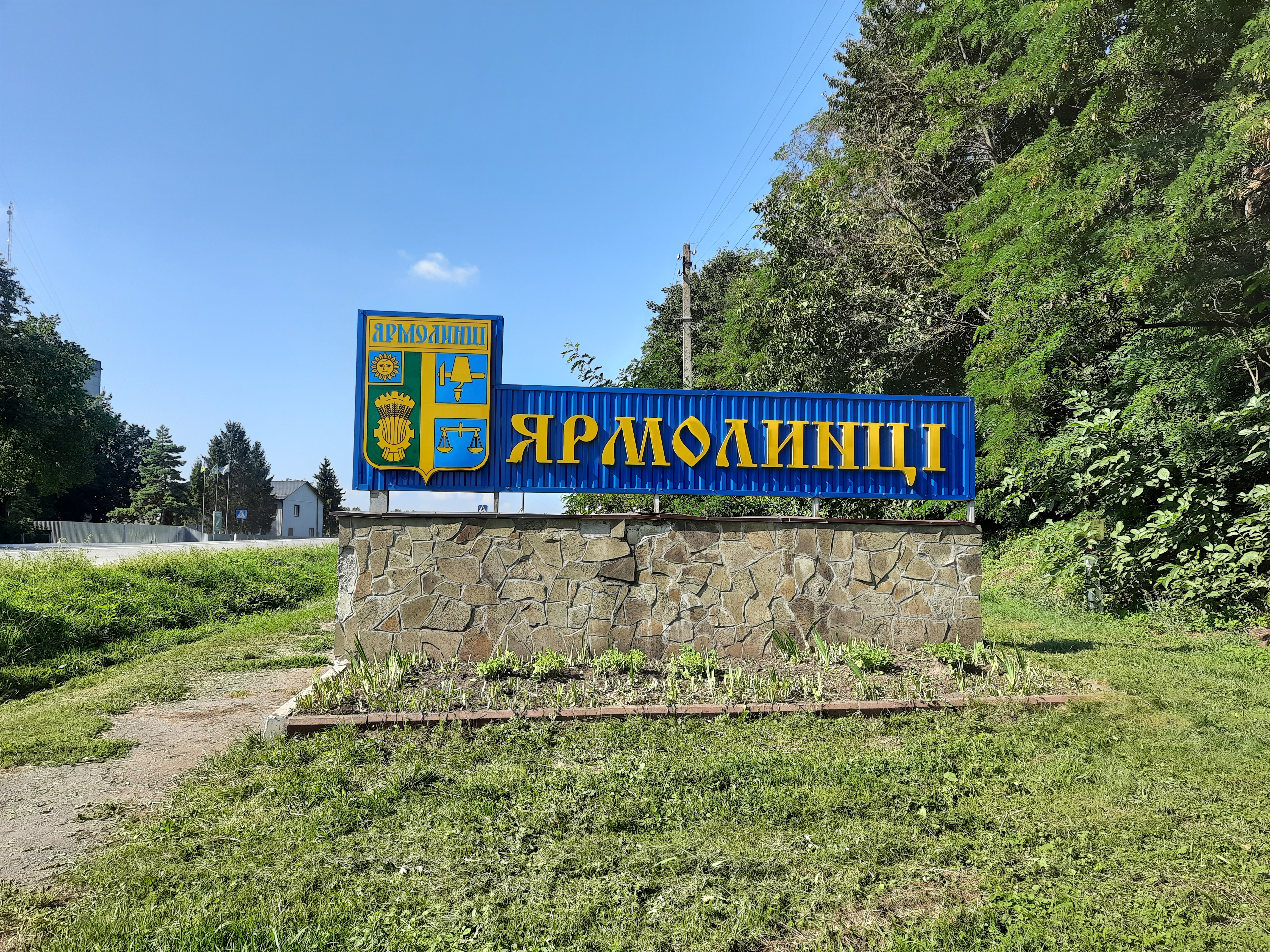
Знак при в'їзді в селище

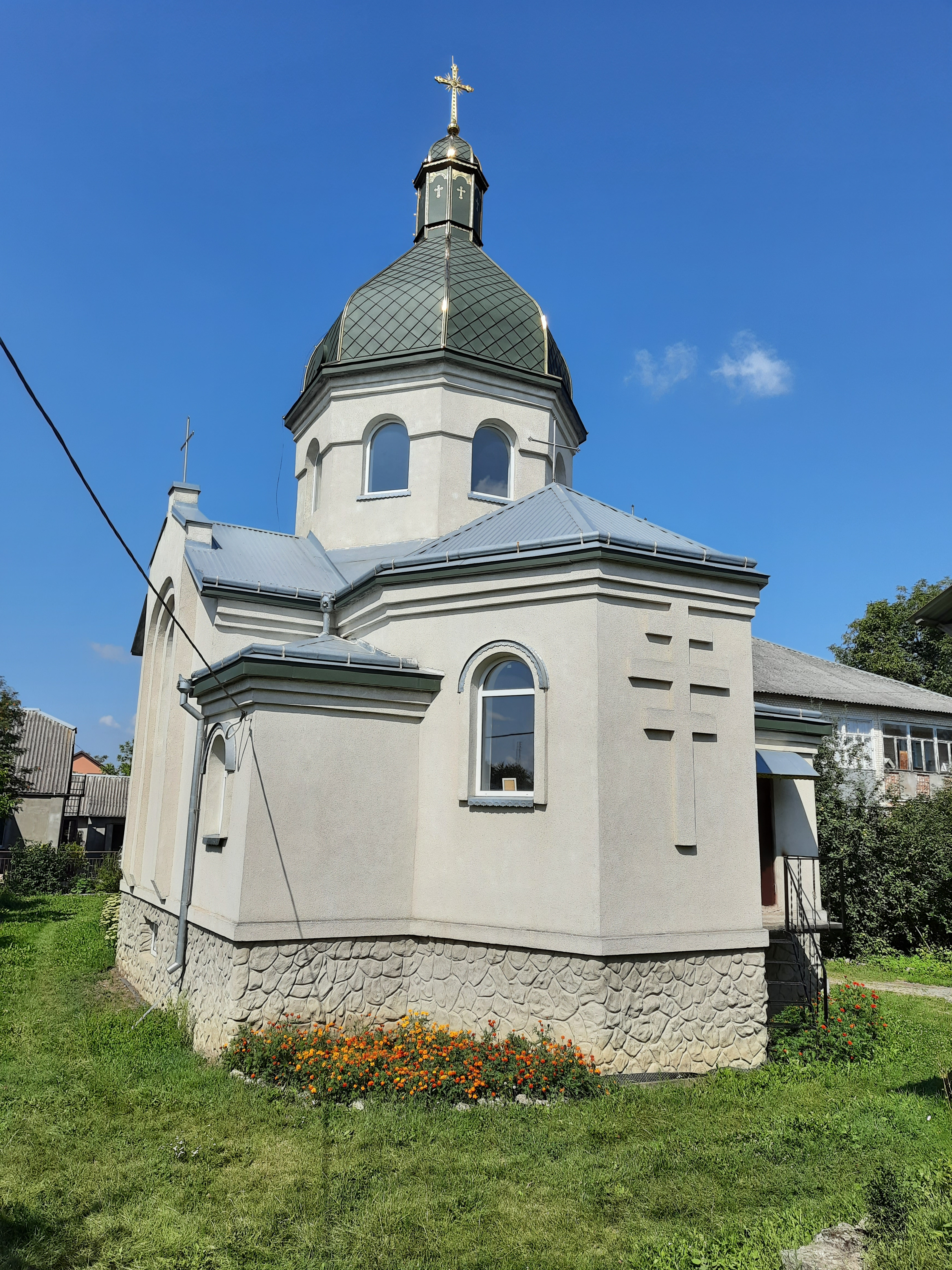
Церква Святої Трійці (УГКЦ)

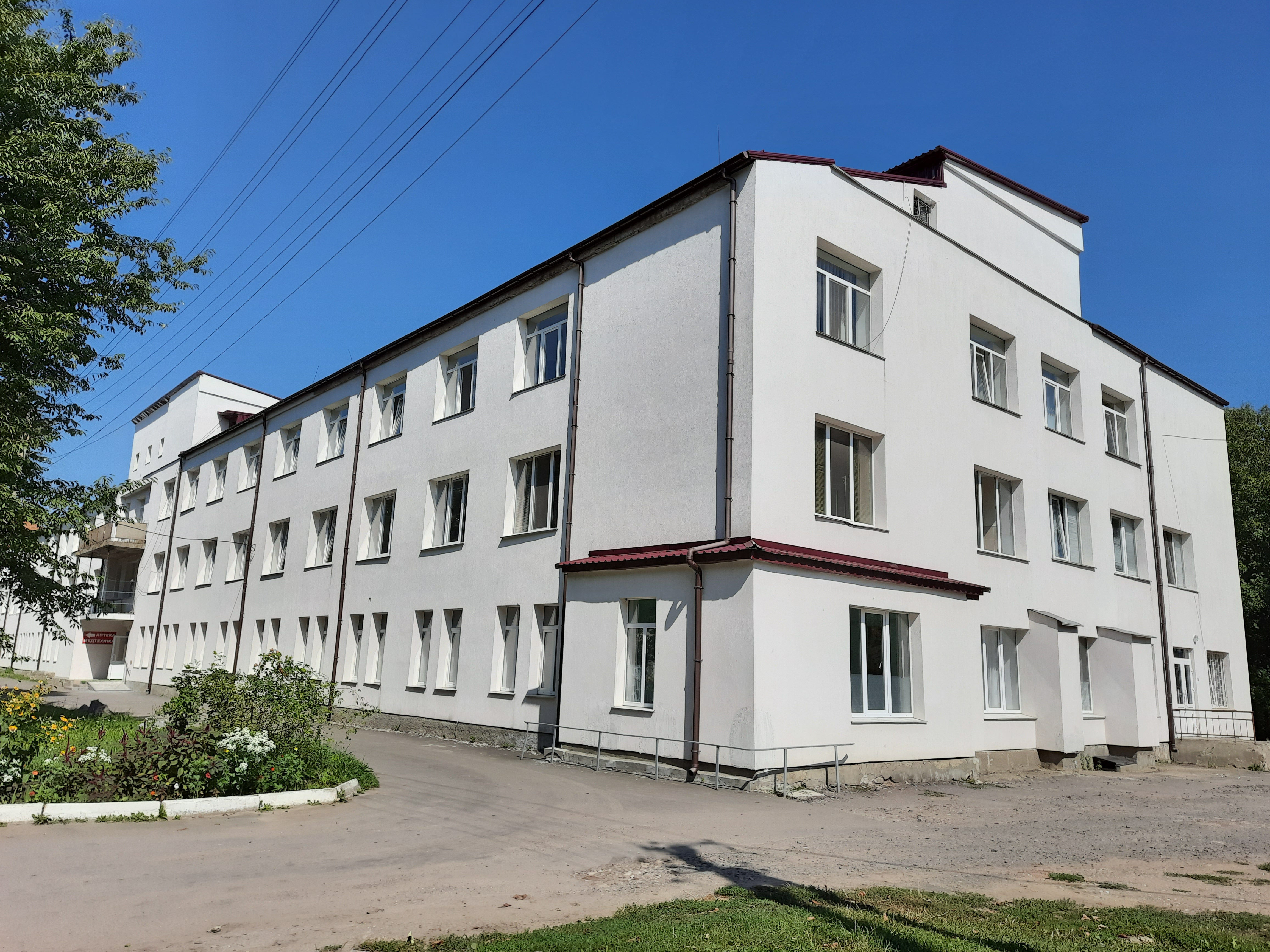
Поліклініка

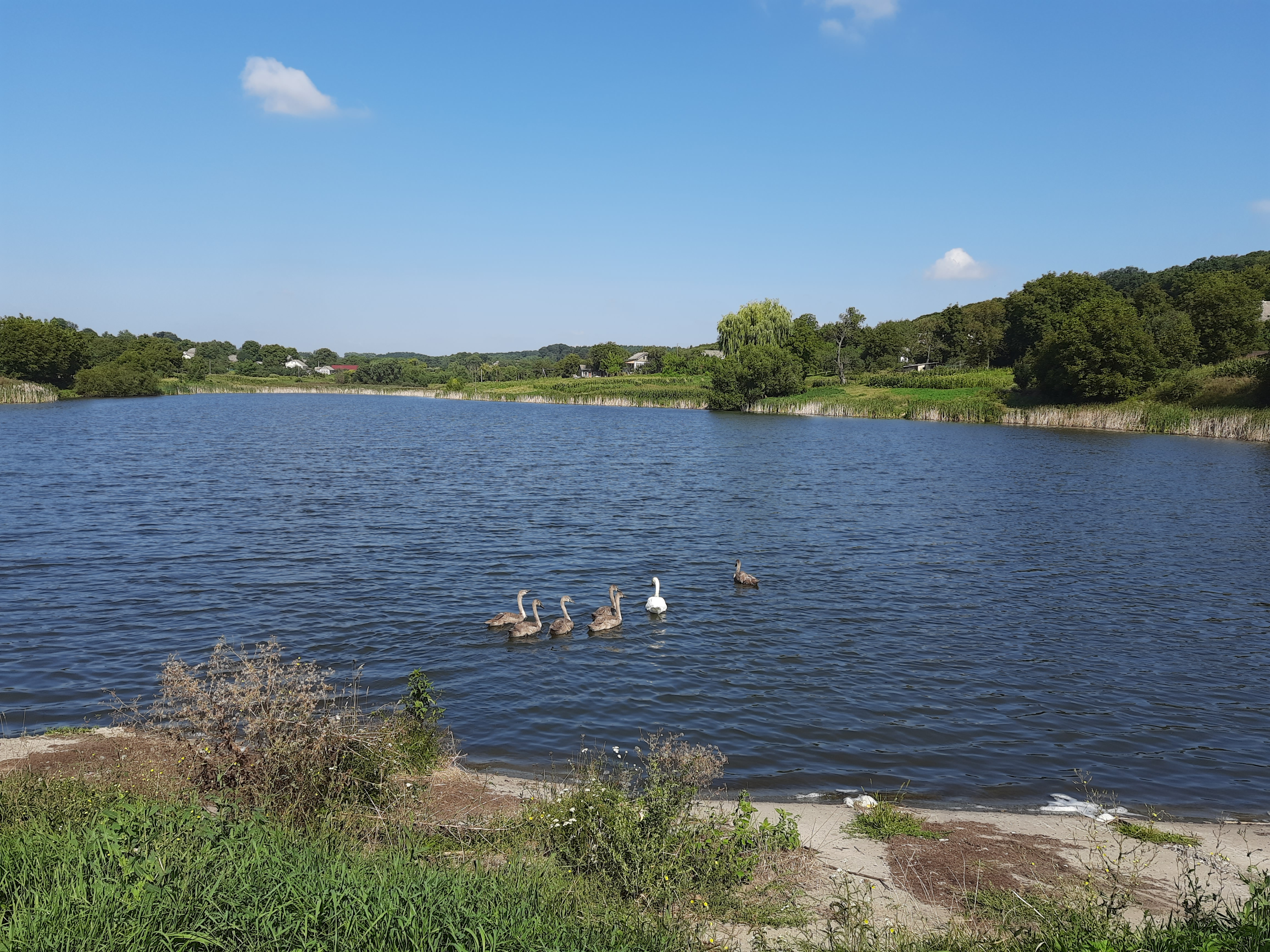
Став

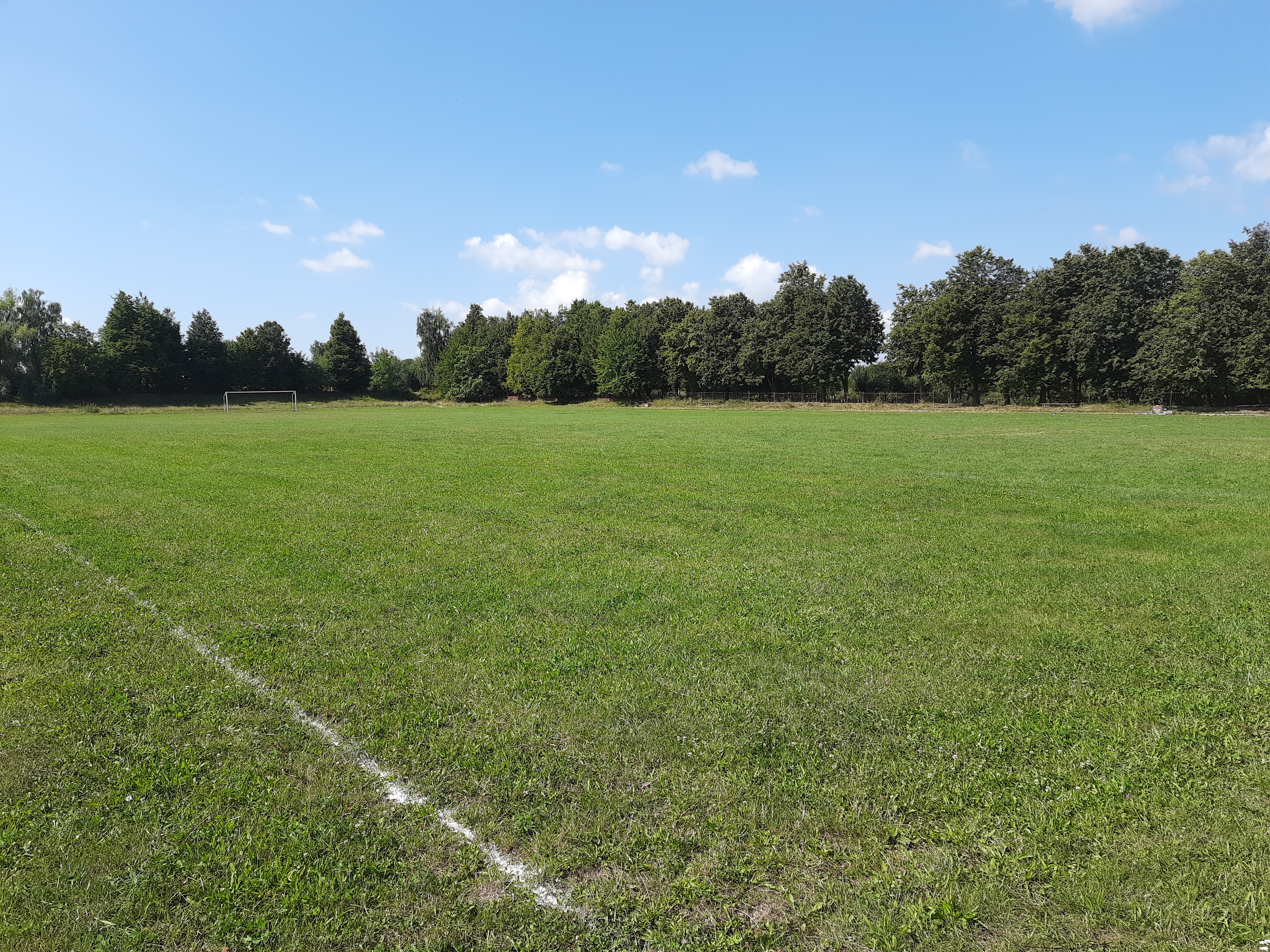
Стадіон

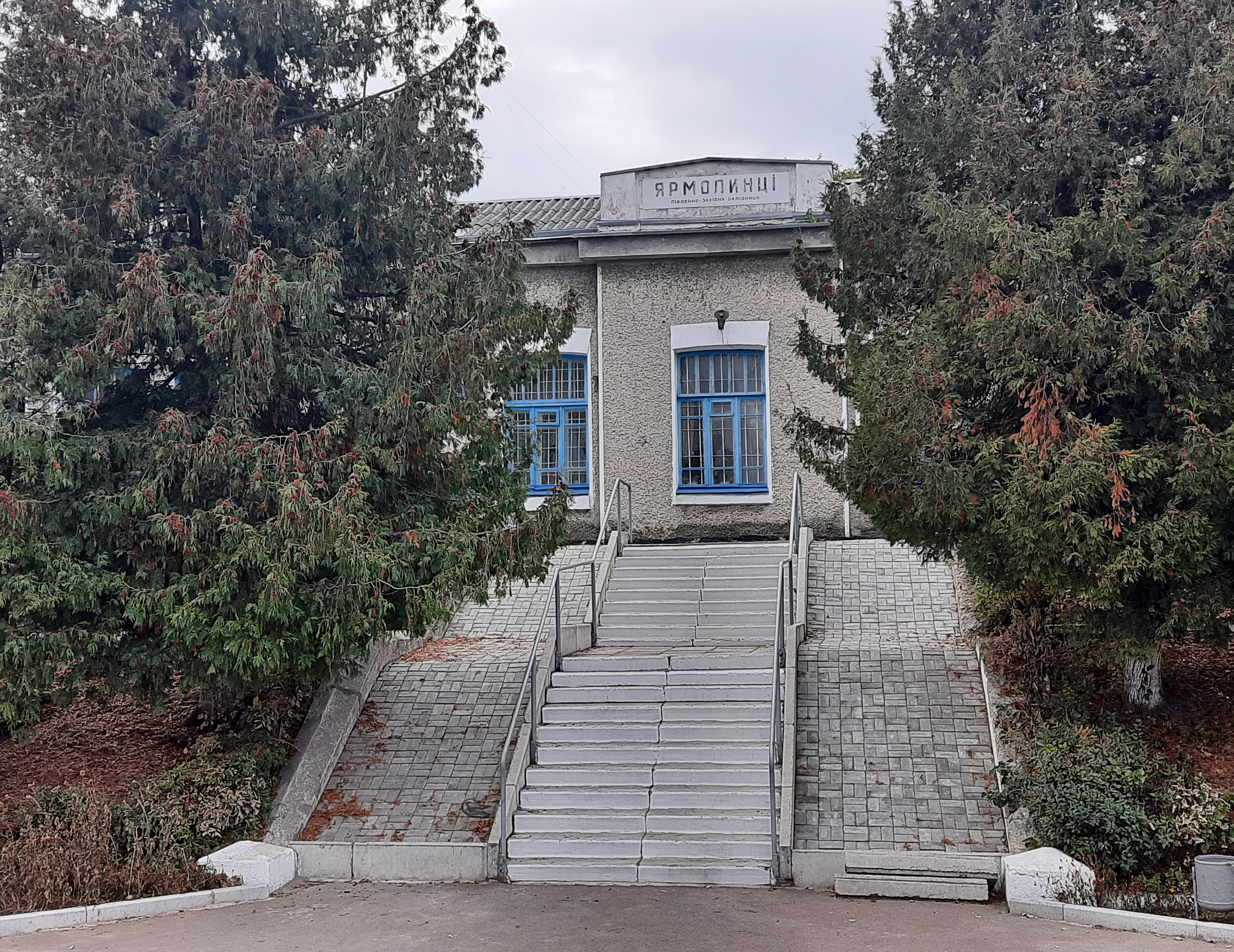
Залізнична станція

Ярмо́линці — селище в Україні, центр Ярмолинецької селищної громади Хмельницького району Хмельницької області. Орган місцевого самоврядування — Ярмолинецька селищна рада.

## Розташування
Ярмолинці розташовані за 30 км на південь від Хмельницького. Селище займає площу понад 446 га.

## Назва

Пам'ятний знак «Ярмолинцям — 600 років» у центрі селища.

Коли і ким були закладені Ярмолинці, невідомо. В 1407 році грамотою короля Владислава II Ягайла село Ярмолинці за військові заслуги були надані Ходку Кроату (Ходку з Хорватії) з роду Деспотів. Онук Ходка першим отримав прізвище Ярмолинецький (Ярмолинський). Син Ходька — Олехно (Олександр) — грамотою Казимира Ягелончика підніс Ярмолинці до статусу містечок і отримав для Ярмолинців Магдебурзьке право.
Хорватський рід гербу Корчак володів Ярмолинцями та іншими селами близько 300 років (від початку XV — до початку XVIII століття).
1445 року за сприяння Олехна Ярмолинецького тут було збудовано замок, і фактично до кінця XIX століття від нього зберігались брама і дві башти. А 1823 року біля замку була викопана гармата з гербом Корчак Ярмолинських.
Ярмолинські та їхній люд відзначились в боротьбі з татарами і в захисті православної церкви, а рід Сутківських, що опосів у Сутківцях, є їхнім відгалуженням (від другої половини XV століття).
Згідно з орфографічним словником, назва селища «Ярмо́линці» (множина) у родовому відмінку має форму «Ярмо́линців», давальному — «Ярмо́линцям», знахідному — «Ярмо́линці», орудному — «Ярмо́линцями», місцевому — «на/у Ярмо́линцях» та кличному — «Ярмо́линці». Однак, серед мешканців селища і в регіоні в цілому існує стала традиція відмінювати назву селища в родовому відмінку як «Ярмолинець», що є спільним і для деяких інших населених пунктів Хмельниччини — наприклад, Дунаївців.

## Історія
За здогадами археологів, на місці, де тепер розташовані Ярмолинці, люди проживали ще в період трипільської культури (ІІІ тисячоліття до н. е.). Виявлено також черняхівське поселення на південно-західній околиці, поблизу дороги Ярмолинці — Городок.

### Від заснування до кінця XVIIIст.
- XV століття. Кам'янецьке староство
- За адміністративним поділом XVI ст. — Летичівський повіт; XIX ст. — Проскурівський повіт; XX ст. — Ярмолинецький район.

Містечко входило до складу Подільської землі, а пізніше до Речі Посполитої. Після завершення будівництва замку з оборонними спорудами Ярмолинці перевели до категорії містечок, а 1455 року Ярмолинцям надано магдебурзьке право. Згодом у містечку зведено ще один замок.

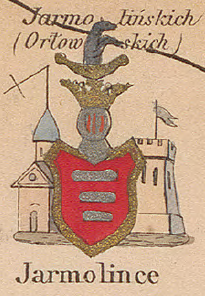
Ярмолинці на мапі Зигмунда Герстмана

Ярмолинеччина адміністративною одиницею стала ще в XV столітті, коли Ярмолинецький ключ належав до Кам'янецького староства. За адміністративним поділом XVI століття — у складі Летичівського повіту. З новим адміністративним поділом, запровадженим Польщею, Ярмолинці отримують статус повітового центру і входять до Кам'янецького воєводства.
1757 року «Ярмолинецький ключ» від дідича Домініка Шепінґа — ад'ютанта Браніцького — викупив Павел Стажинський за 245 000 злотих польських. Він заклав тут костел та кляштор Бернардинів. Ян Онуфрій Орловський закінчив костел. Похований тут також. Адам Орловський заселив тут німецьких фабрикантів: заклав фабрики сукна, сідел, капелюхів, килимів, гарбарню.
У 1761 році в Ярмолинцях було збудовано кляштор бернардинів. У 1832 році його перебудовано в православну церкву.
1795 була він замку тут ще брама в валі та дві башти.
Після Другого поділу Польщі (1793) Ярмолинці у складі Правобережної України ввійшли до складу Російської імперії.

### Ярмолинці від кінця XVIII до початку XXст.

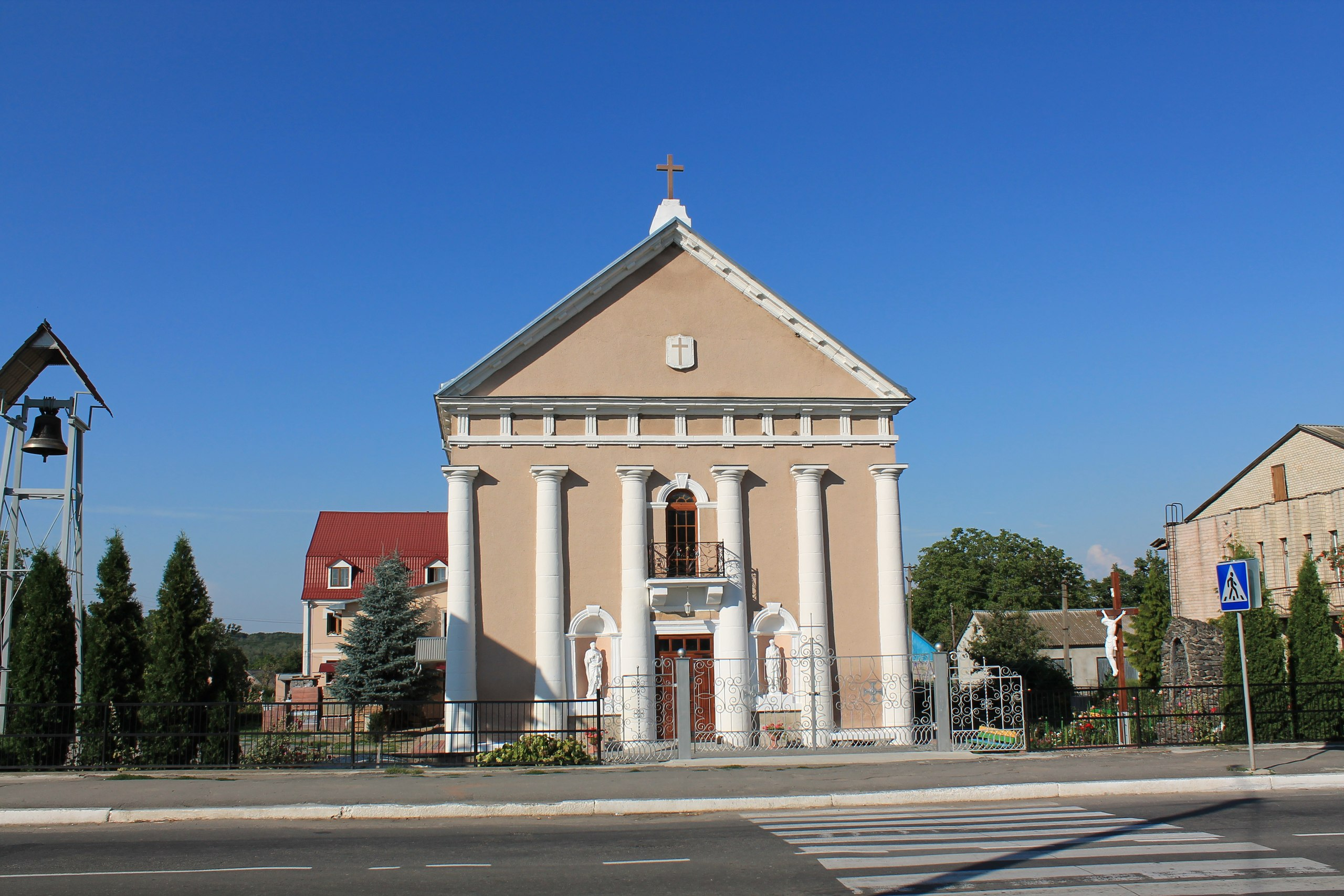
Костел Петра і Павла, 1793—1862

Ще у XVIII столітті в зв'язку з вигідним розташуванням Ярмолинців розпочалось піднесення містечка. Важливе економічне значення в системі внутрішньої торгівлі мали базари і ярмарки. На них реалізовувалась сільськогосподарська продукція, промислові та ремісничі вироби, укладалися договори (контракти) на виробництво, постачання і збут товарів, вивчався їх попит у населення. Помітний вплив на економічний розвиток Ярмолинців мало переведення сюди в 1835 році за сприяння Адама Орловського з містечка Тинни Ушицького повіту найбільшого в Подільській губернії Петропавлівського ярмарку. Завдяки великим обсягам торгівлі Петропавлівський ярмарок належав до першої (найвищої) категорії і був в одному ряду з ярмарком у Бердичеві.
Ярмолинці славилися своїми ярмарками на Петра і Павла (з 15 червня по 1 липня) та на Миколая (6 грудня). Товари привозили з Галичини, Росії та Польщі: хутра з Росії, машини господарські з Відня, породисті коні.
У 1846 році, повертаючись з міста Кам'янця-Подільського, містечко Ярмолинці відвідав видатний український письменник і мислитель Тарас Шевченко.
У XIX столітті Ярмолинці належать до Проскурівського повіту.
Для розвитку Ярмолинеччини в цілому велике значення мало будівництво шляхів сполучення. Так, будівництво шосейної дороги Проскурів-Ісаківці через Ярмолинці тривало у період 1887—1891 років. Вона значно покращувала міжміське сполучення, сприяла економічному розвитку губернії, задовольняла потреби населення.

### XX століття
У період Визвольних змагань українців (1917—1921 роки) в Ярмолинцях декілька разів змінювалась влада.
Ввечері 28 жовтня 1921 р. під час Листопадового рейду Ярмолинці було з боєм здобуто Подільською групою (командувач Михайло Палій-Сидорянський) Армії Української Народної Республіки. При цьому було ущент розбито батальйон 209-го стрілецького полку 70-ї бригади 24-ї стрілецької дивізії. Після бою Подільська група зупинилася у Ярмолинцях на ночівлю.
Під час організованого радянською владою Голодомору 1932—1933 років помер щонайменше 41 житель селища.
Статус селища міського типу в Ярмолинців — починаючи від 1958 року.
Ярмолинецький район у зв'язку із територіально–адміністративними змінами в УРСР остаточно утворився у 1965 році при об'єднанні Солобковецького, Михайлівського та Ярмолинецького районів.
У радянський період у Ярмолинцях функціонували відразу ряд потужних виробництв — верстатобудівний завод і 2 цегельних заводи, струнка соціальна інфраструктура.
З 24 серпня 1991 року Ярмолинці входять до складу незалежної України. Із економічною кризою 1990-х років у селищі припинили існування декілька підприємств. У Ярмолинцях у 1990—2000-ні рр. закрилася низка закладів культури та освіти, натомість відновлено ряд культових споруд.

### XXІ століття— сьогодення

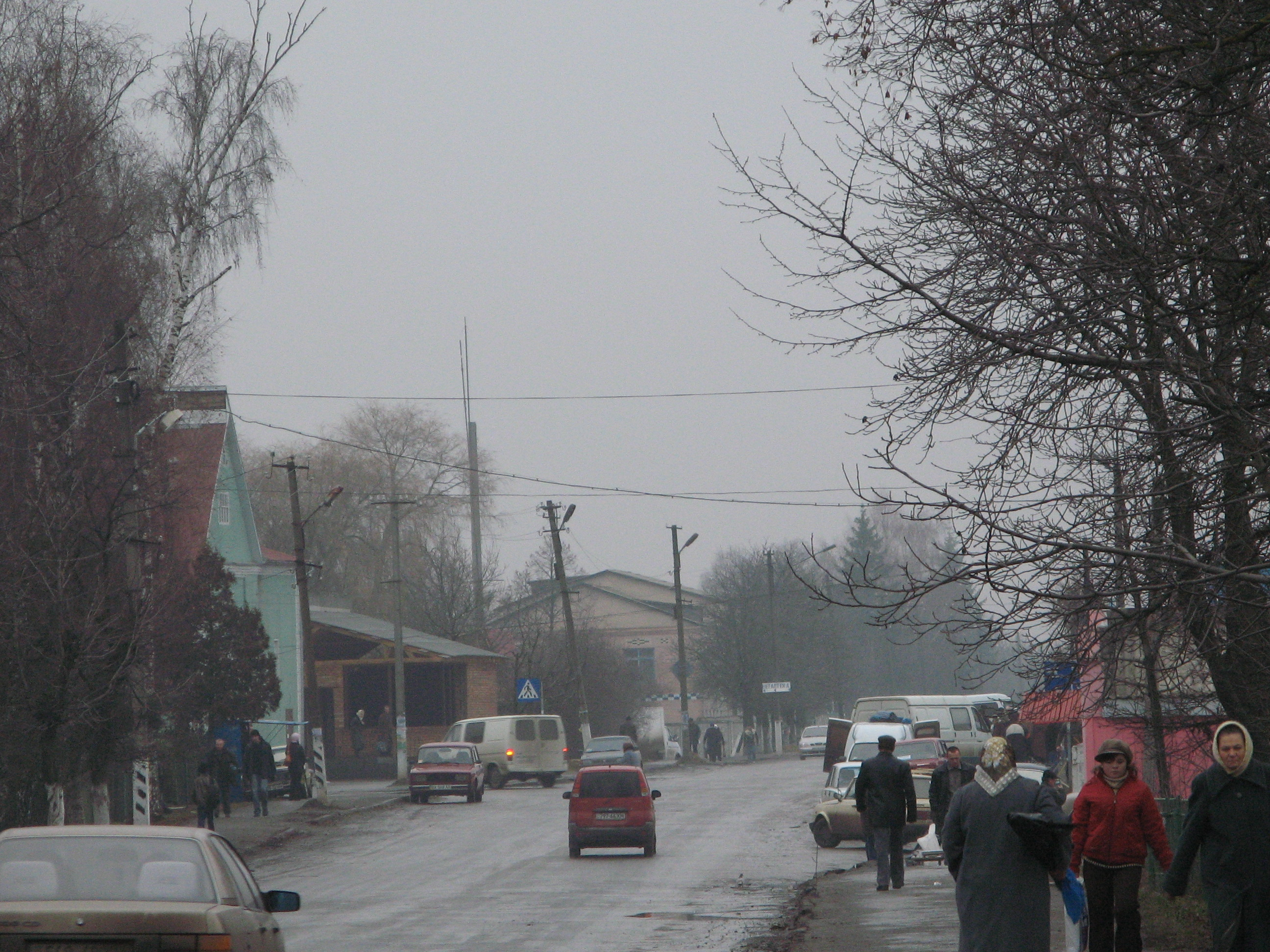
Вулиця Петропавлівська

12 червня 2020 року, відповідно з розпорядження Кабінету Міністрів України № 727-р «Про визначення адміністративних центрів та затвердження територій територіальних громад Хмельницької області», Ярмолинці стають адміністративним центром Ярмолинецької селищної громади.
17 липня 2020 року, в результаті адміністративно-територіальної реформи та ліквідації Ярмолинецького району, селище увійшло до складу новоутвореного Хмельницького району.

## Населення
Населення селища — 8914 мешканців (перепис 2001); 7954 мешканці (дані за 2011); 7263 особи (дані за 2021).
У національному складі населення теперішніх Ярмолинців (як і району) переважну більшість складають українці. До інших національних груп, що представлені в населенні, належать росіяни та поляки.

### Мова
Розподіл населення за рідною мовою за даними перепису 2001 року:
| Мова            | Кількість | Відсоток |
| --------------- | --------- | -------- |
| українська      | 8539      | 96.97%   |
| російська       | 220       | 2.50%    |
| румунська       | 13        | 0.15%    |
| вірменська      | 8         | 0.09%    |
| польська        | 5         | 0.06%    |
| білоруська      | 4         | 0.04%    |
| угорська        | 1         | 0.01%    |
| інші/не вказали | 16        | 01.8%    |
| Усього          | 8806      | 100%     |

## Транспорт і економіка
- Ярмолинці — залізничний вузол на ліній Гречани — Ларга.
- Через Ярмолинці проходить автомобільний шлях Н03 національного значення Житомир — Чернівці, регіональна Р50 Ярмолинці — Сатанів, майже повністю зруйнована дорога після зими 2012—2013 рр.[12]
- У селищі — незначні підприємства харчової промисловості, цегельний завод, Ярмолинецьке ЗАТ «Агробуд», АТП, ринок.
- «Ярмолинці» — відроджений Ярмолинецький консервний завод.[13] [14]

## Соціальна сфера: медицина та освіта
Головний медичний заклад Ярмолинців (і району) — Ярмолинецька центральна районна медична лікарня.
У Ярмолинцях загалом є діючою створена ще за СРСР система закладів дошкільної та середньої шкільної освіти, однак у галузі освіти наявні й новації на потребу дня.
Дошкільні навчальні заклади Ярмолинців:
- Ярмолинецький дитсадок № 1;
- Ярмолинецький Центр розвитку дитини;
- Ярмолинецький дитсадок № 3.

Ще у 1980-х роках у Ярмолинцях діяло 4 загальноосвітні школи, нині ж у селищі загальноосвітніми школами є 2 заклади середньої освіти нового типу і одна ЗОШ:
- Ярмолинецький професійний ліцей[16];
- Ярмолинецький технологічний ліцей;
- Ярмолинецький НВК «ЗОШ І-ІІІ ступенів № 1 і гімназія»;
- Ярмолинецька загальноосвітня школа І—ІІІ ступенів № 2.

Закладами позашкільної освіти в Ярмолинцях є:
- Ярмолинецька дитячо-юнацька спортивна школа (ДЮСШ);
- Будинок дитячої та юнацької творчості.

У селищі діє професійний заклад обласного підпорядкування нового типу — Ярмолинецький професійний ліцей, що пропонує навчання з 11 професій, серед яких найбільш затребувані на ринку праці: муляр-штукатур та лицювальник-плиточник, електрогазозварник, а також єдине в області поєднання фахівців рідкісних професій: слюсар з ремонту авто і лісоруб.

## Культура, ЗМІ і спорт
Нині (кінець 2000-х років) спостерігається деякий занепад культурної галузі Ярмолинців — понад 10 років не працює єдиний у селищі, ще радянський кінотеатр, до 2007 року припинив своє існування Ярмолинецький краєзнавчий музей.

Ярмолинецька бібліотека для дітей

Зараз культуру в Ярмолинцях уособлюють навчальні заклади селища, зокрема позашкільні, й Ярмолинецька районна централізована бібліотечна система, яка включає низку селищник і сільських бібліотечних закладів.
У Ярмолинцях функціонує недільна школа польської мови і культури імені Мавриція Гославського, де працюють вчителі, запрошені із Польщі за угодою, укладеною Міністерством освіти і науки України.
Істориком і краєзнавцем Ярмолинців є колишній журналіст місцевої районної газети «Вперед» Олександр Семенович Снігур.
Ярмолинецькі засоби масової інформації:
- газета «Вперед» (тираж 2747 примірників) — періодичне видання Ярмолинецької районної державної адміністрації та районної ради;
- газета «Шкільний світ» (тираж 890 примірників) — періодичне видання Відділу освіти Ярмолинецької районної ради).

У Ярмолинцях створено умови для занять спортом — є стадіон і декілька спортивних і тренажерних залів, функціонує Ярмолинецька ДЮСШ.
У Ярмолинцях відбуваються культурні заходи, такі як День Міста, День Перемоги, День Молоді, День Незалежності, які святкуються на центральні площі селища. 30 квітня 2011 року у Районному Будинку Культури вперше пройшов конкурс краси «Міс Ярмолинці 2011».

## Релігія, пам'ятки і пам'ятники

Меморіал воїнів Другої світової війни

У Ярмолинцях є декілька храмів, що історично представляють православ'я та католицтво:
- Церква Пресвятої Трійці (2011, УГКЦ)
- Свято-Троїцька церква (УПЦ МП) — історико-архітектурна пам'ятка місцевого значення; власне збудована як костел кляштору бернардинів 1761 року, але в 1832 році обернений на православну церкву;
- парафія Преображення Господнього (ПЦУ)[19] — вул. Мічуріна 4;
- костел св. Петра і Павла — також історико-архітектурна пам'ятка місцевого значення (вул. Чапаєва, 63); збудований у 1793—1862 роки.

Окрім двох вказаних культових споруд, пам'яткою місцевого значення є мурований особняк графів Орловських (XIX століття).
У Ярмолинцях встановлено низку пам'ятників і пам'ятних знаків, як за доби СРСР — меморіал полеглих у Другій світовій війні, так і за незалежності — погруддя Шевченка, пам'ятні знаки на честь 600-ліття Ярмолинців на центральному майдані та на вшанування Жертв Голодомору (пам'ятний хрест відкрито 21 листопада 2008 року в День пам'яті жертв голодоморів).
При північній околиці селища розташований лісовий заказник місцевого значення «Чорний Ліс», а при східній околиці — заповідне урочище «Березина».

## Відомі люди

### Народилися
- Адріан Баранецький (1828—1891) — лікар
- Білоус Ярослав Валерійович (2002—2022) — солдат Збройних сил України, учасник російсько-української війни.
- Войт Володимир Ілліч (нар. 7 листопада 1942) — Заслужений артист України, бандурист, соліст Національної заслуженої капели бандуристів України ім. Г. Майбороди, майстер музичних інструментів.
- Гуцал Віктор Олександрович (29 грудня 1953 — 13 березня 2004) — український економіко-географ, краєзнавець, кандидат географічних наук, доцент Київського національного університету імені Тараса Шевченка.
- Лис Валерій Валерійович (* 1990) — капітан Збройних Сил України, лицар ордена Богдана Хмельницького.
- Лис Микола Миколайович (1967—2022) — старший сержант Збройних сил України, учасник російсько-української війни.
- Лис Петро Васильович (1930—1982) — доктор медичних наук, професор.
- Слободян Сергій Віталійович (1988—2024) — капітан збройних сил України, учасник російсько-української війни, повний лицар ордена Богдана Хмельницького.
- Сова-Лісовець Володимир Олександрович (1989—2022) — сержант Збройних сил України, учасник російсько-української війни. Герой України (2023, посмертно).
- Француз (Сидак) Олена Йосипівна (06.11.1925) — українська художниця тканин і килимів, Заслужений майстер народної творчості.
- Швець Володимир Сергійович (1993—2017) — солдат Збройних сил України, учасник російсько-української війни[22].

### Проживали
- Венгер Костянтин Степанович (1921—1988) — старшина РА, учасник нацистсько-радянської війни, повний кавалер ордена Слави.

## Галерея

Ярмолинецька районна державна адміністрація (пл. 600-річчя Ярмолинець, 1)
У центрі Ярмолинців (на під'їзді до центрального майдану — площі 600-річчя Ярмолинець)
Погруддя Тараса Шевченка
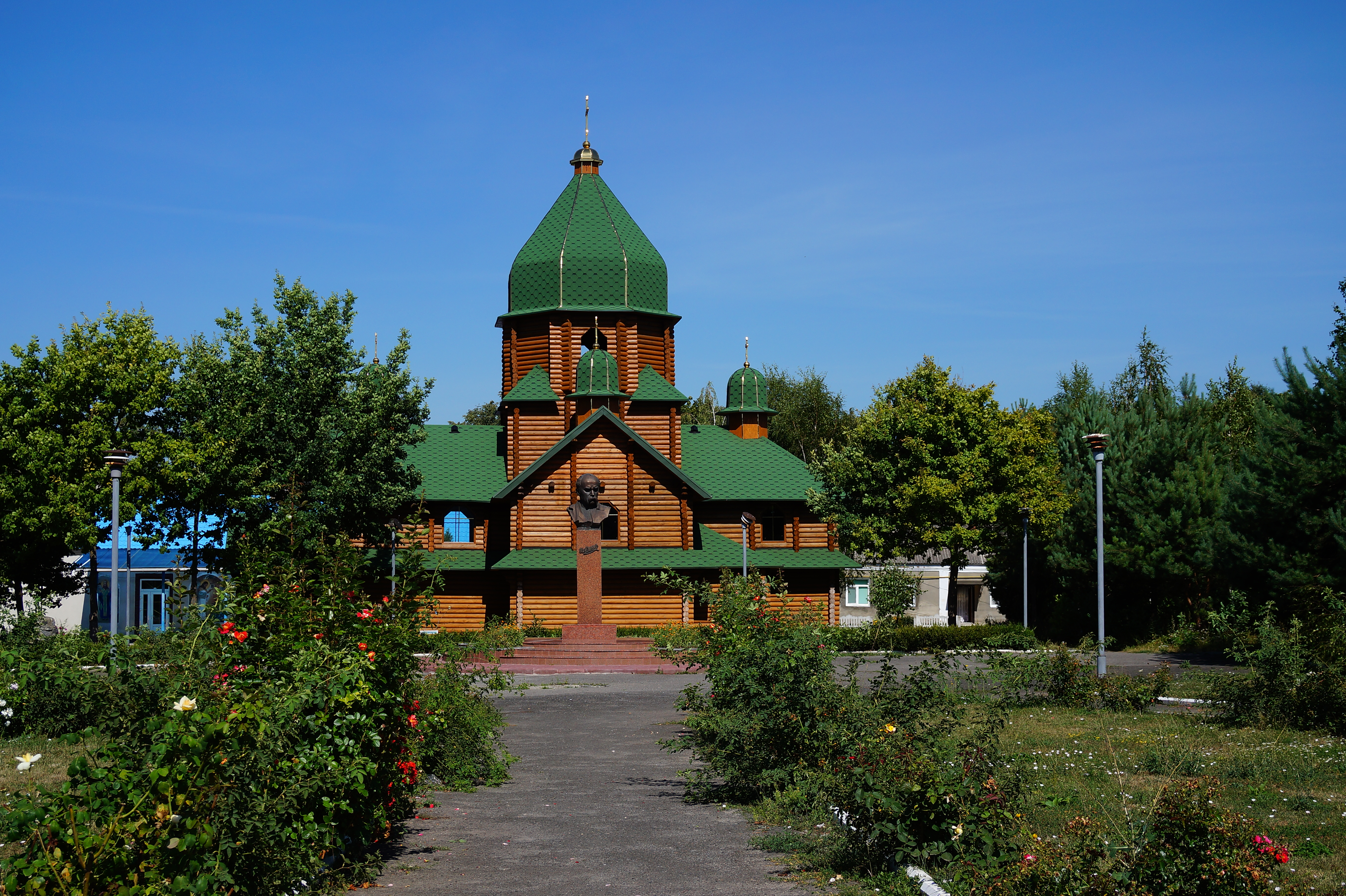
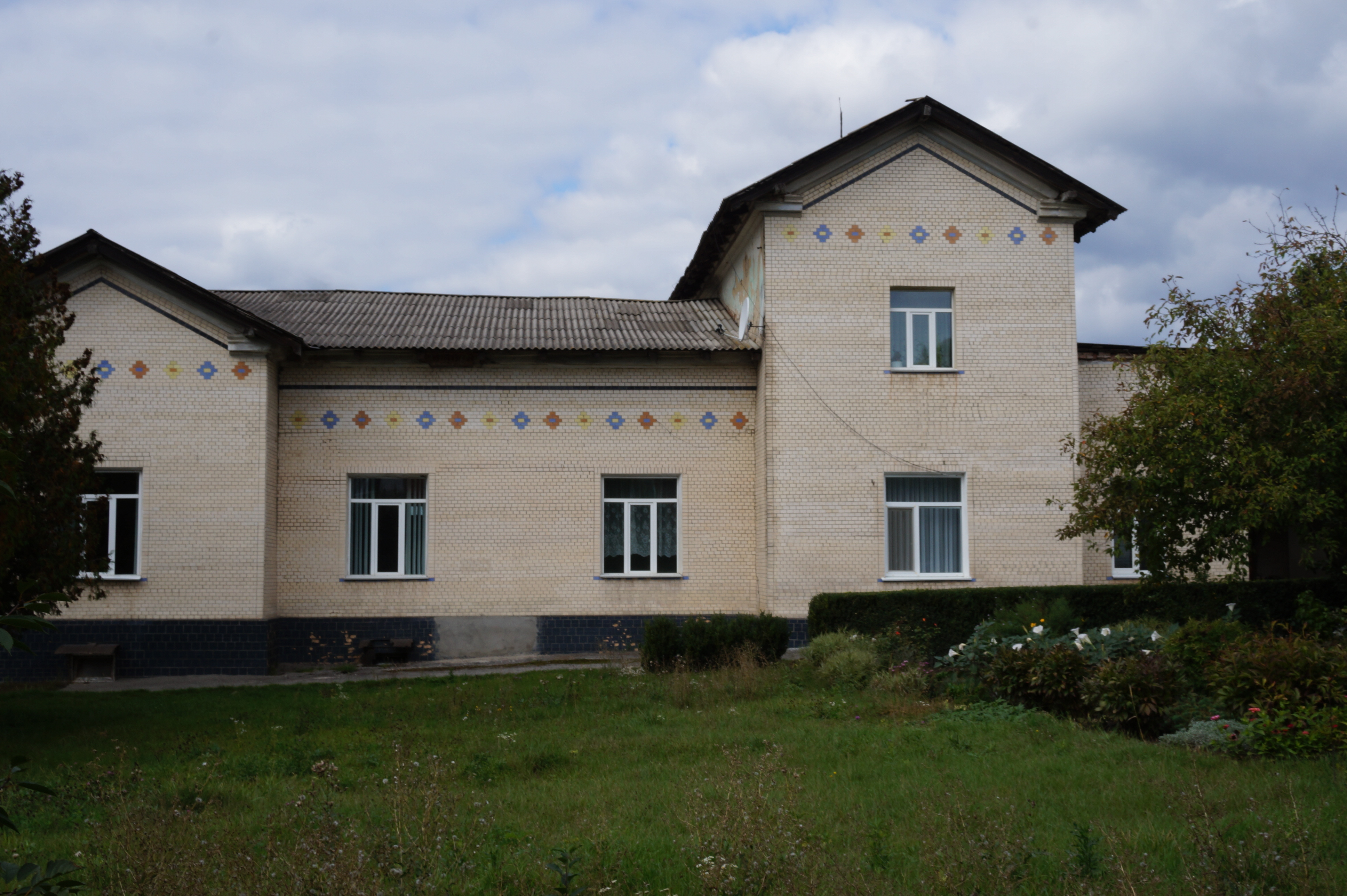
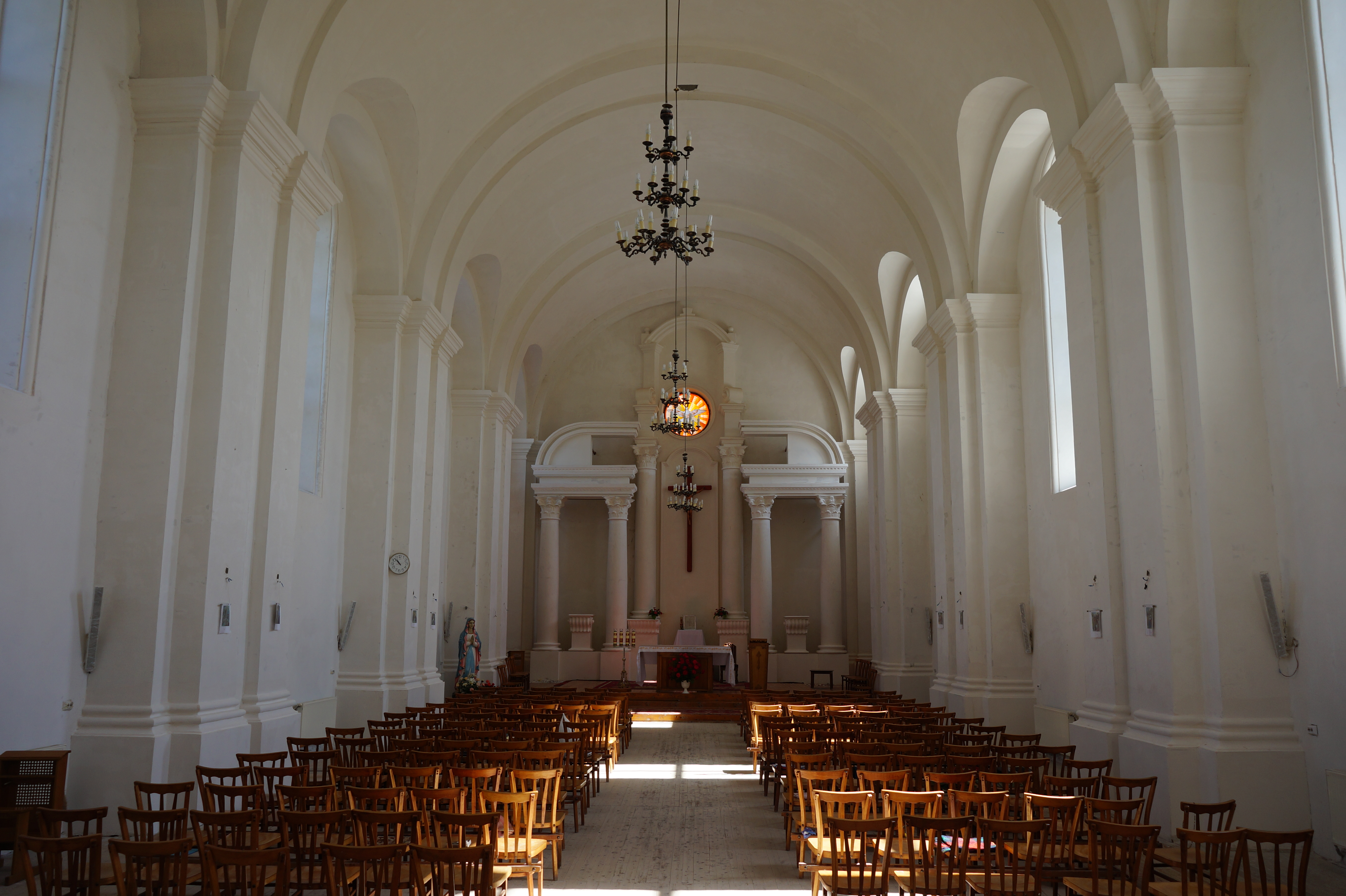
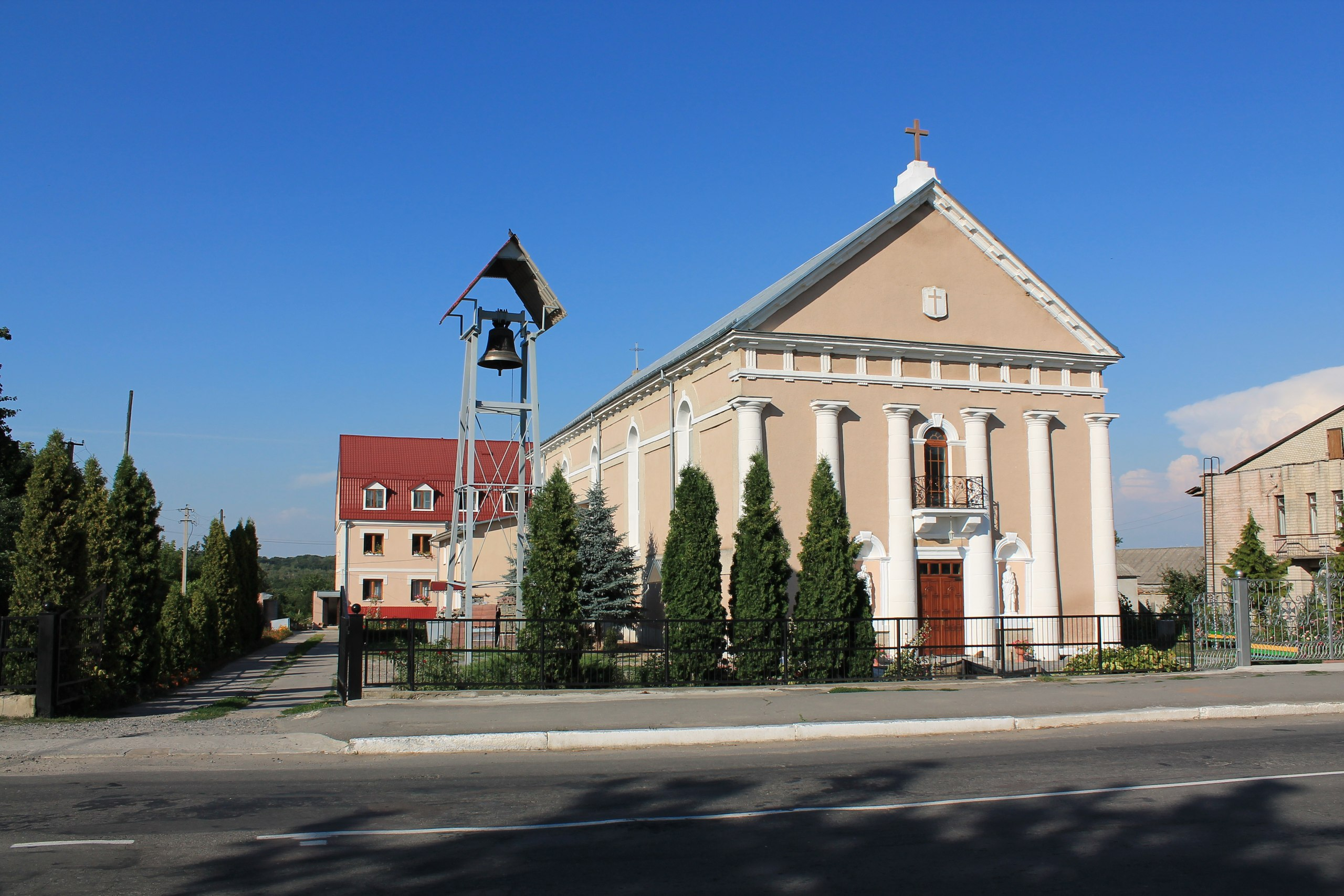
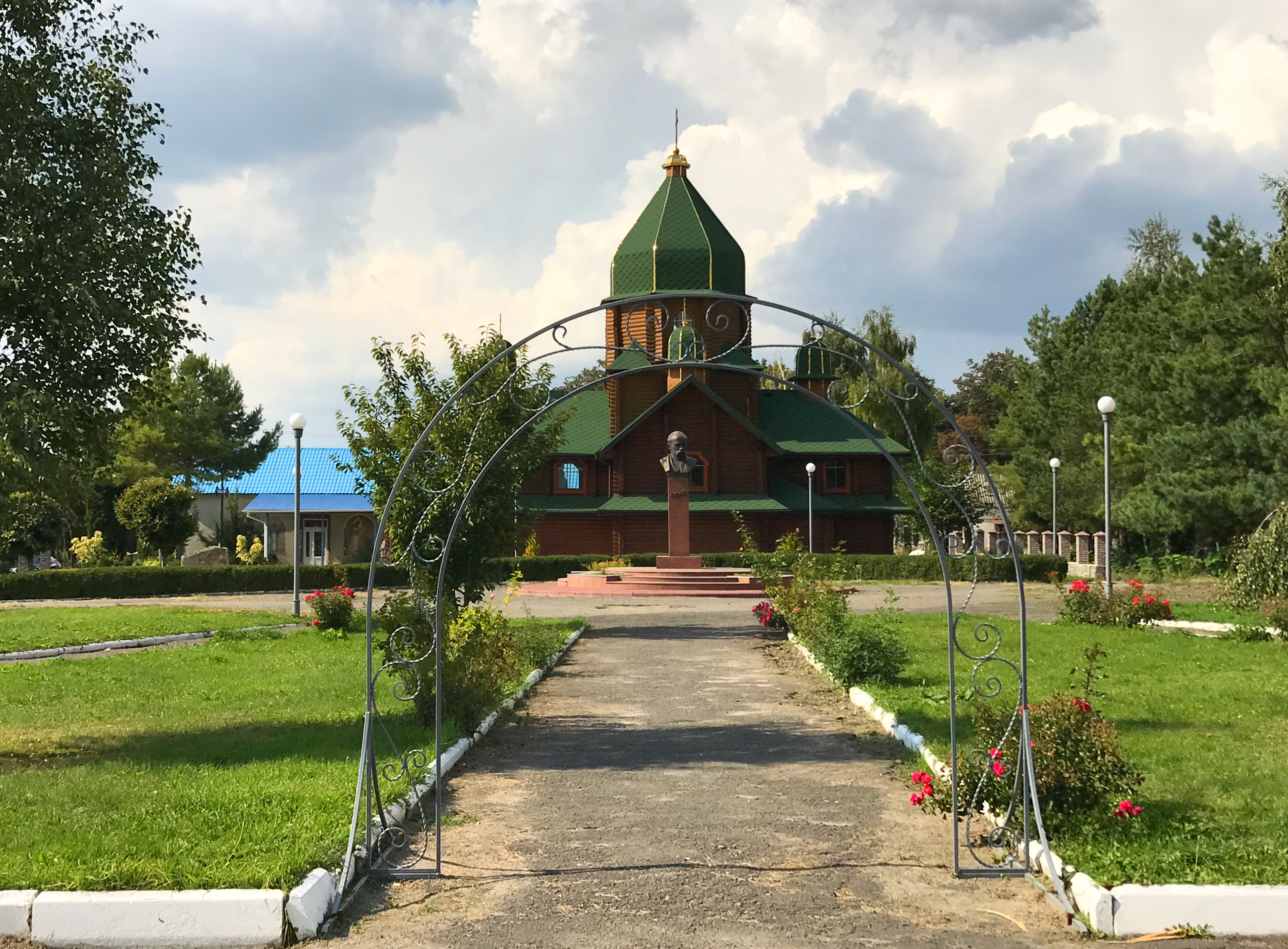
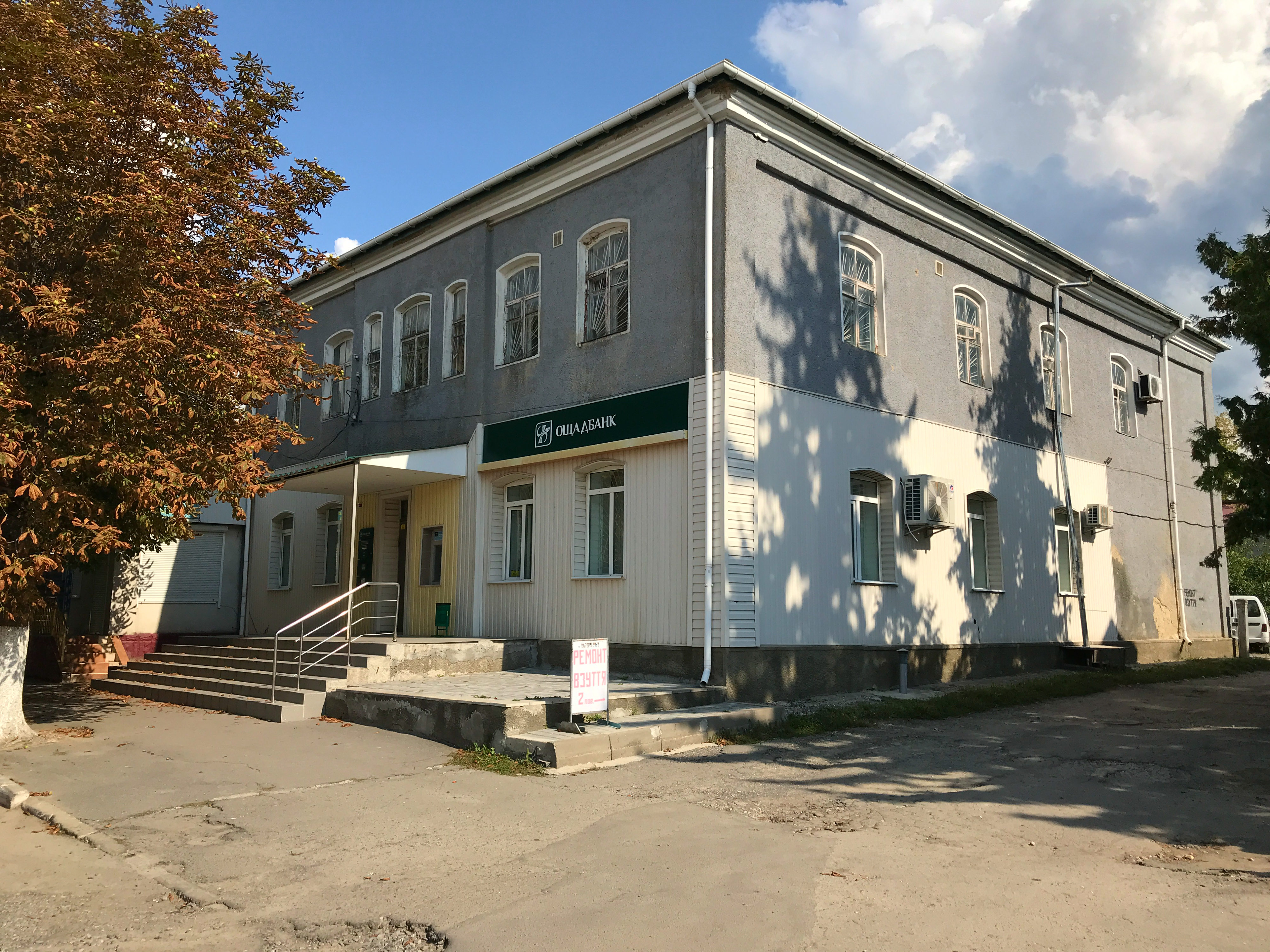
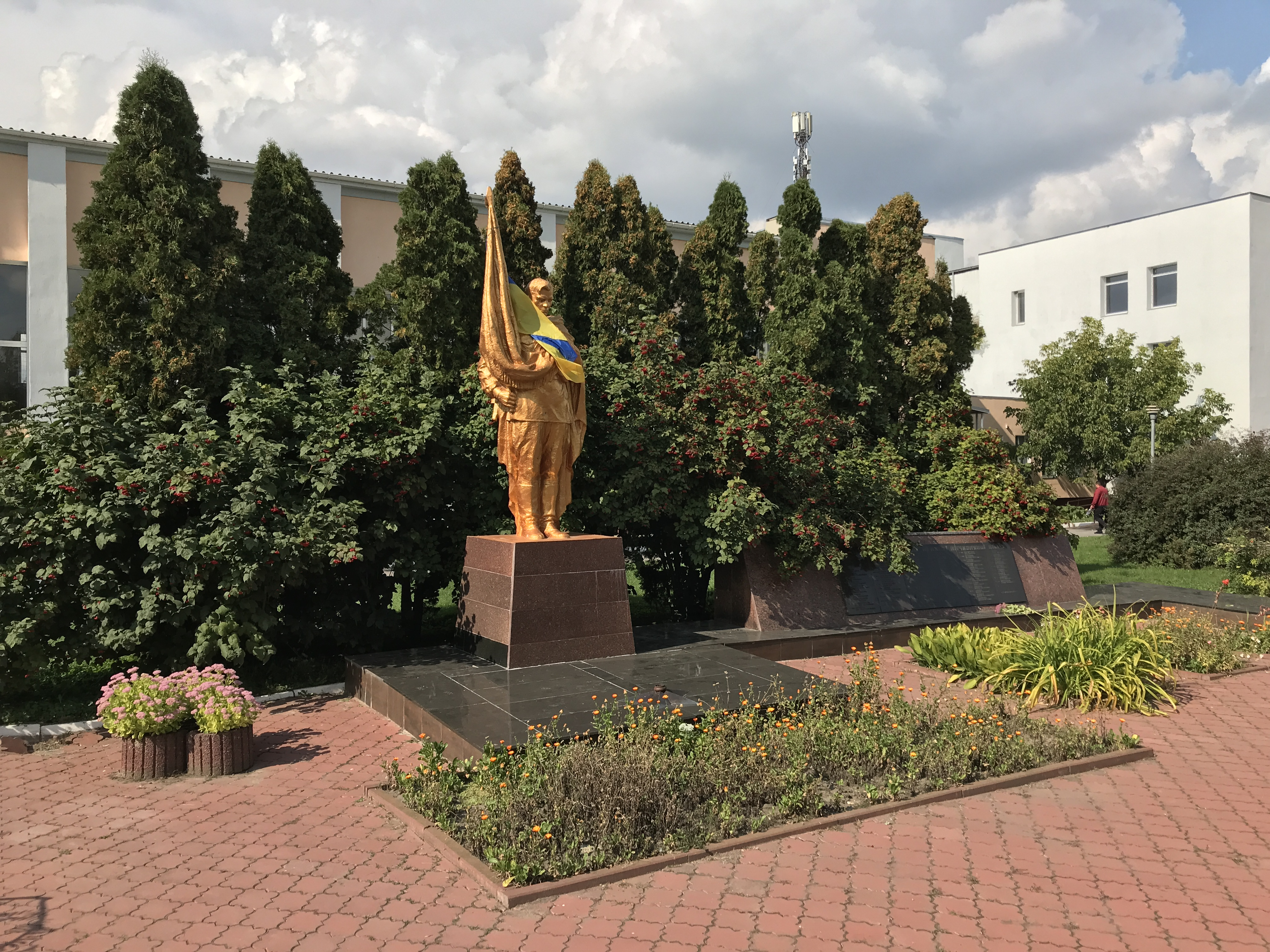
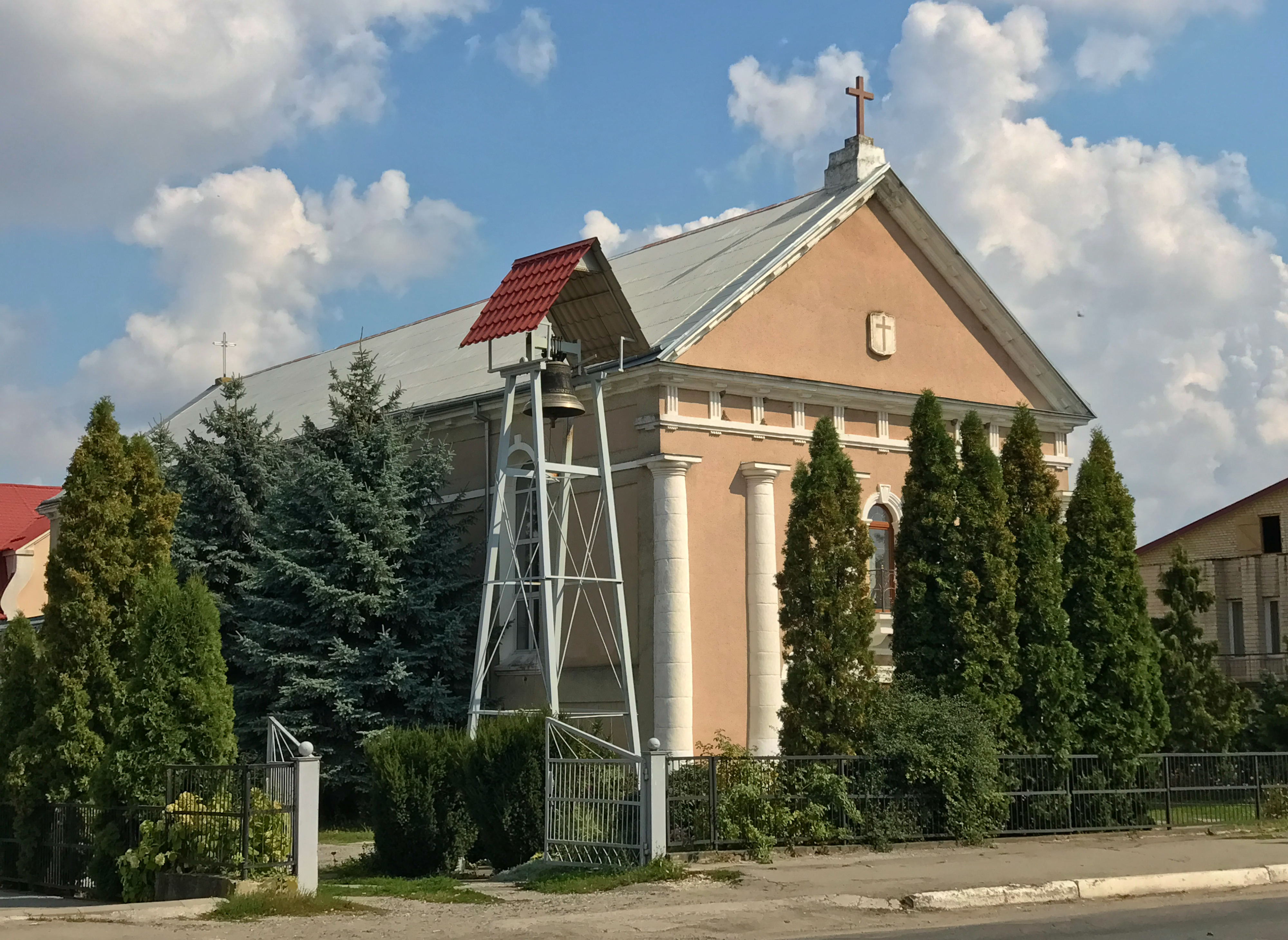
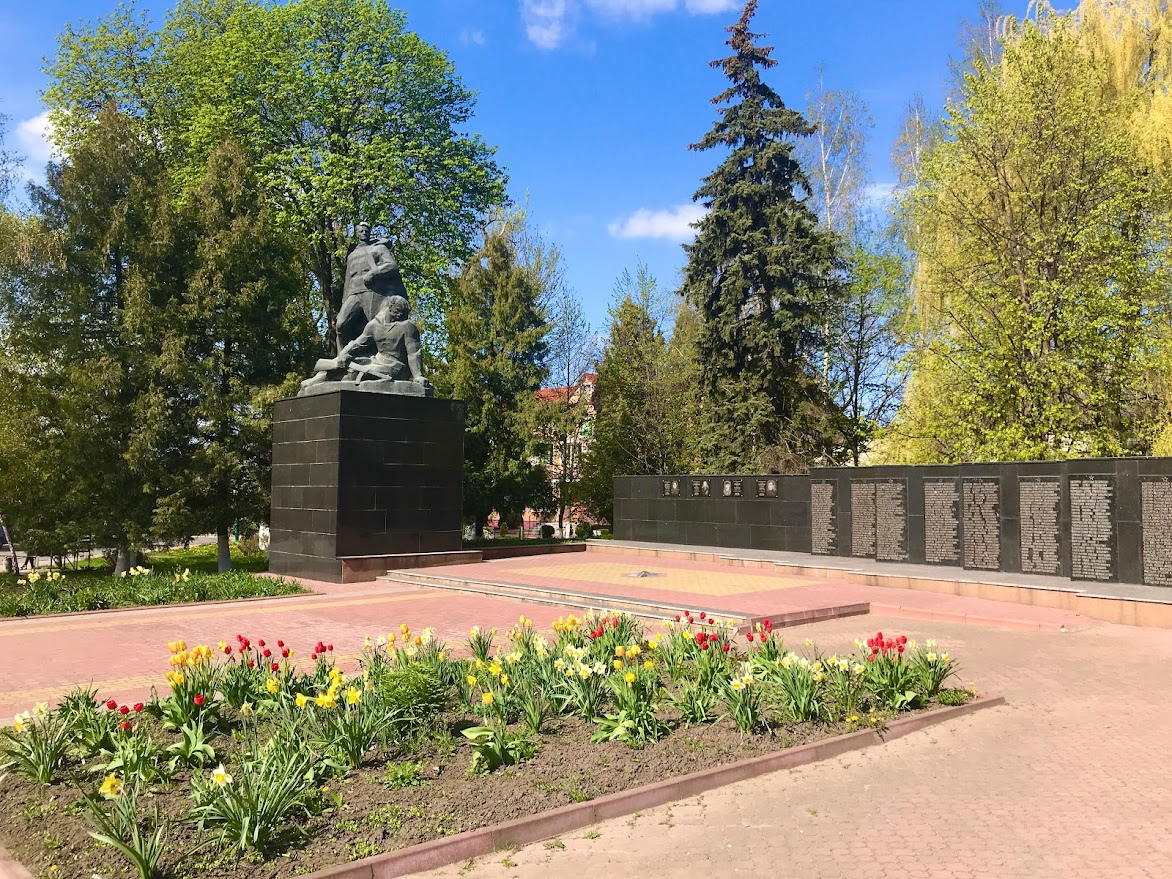
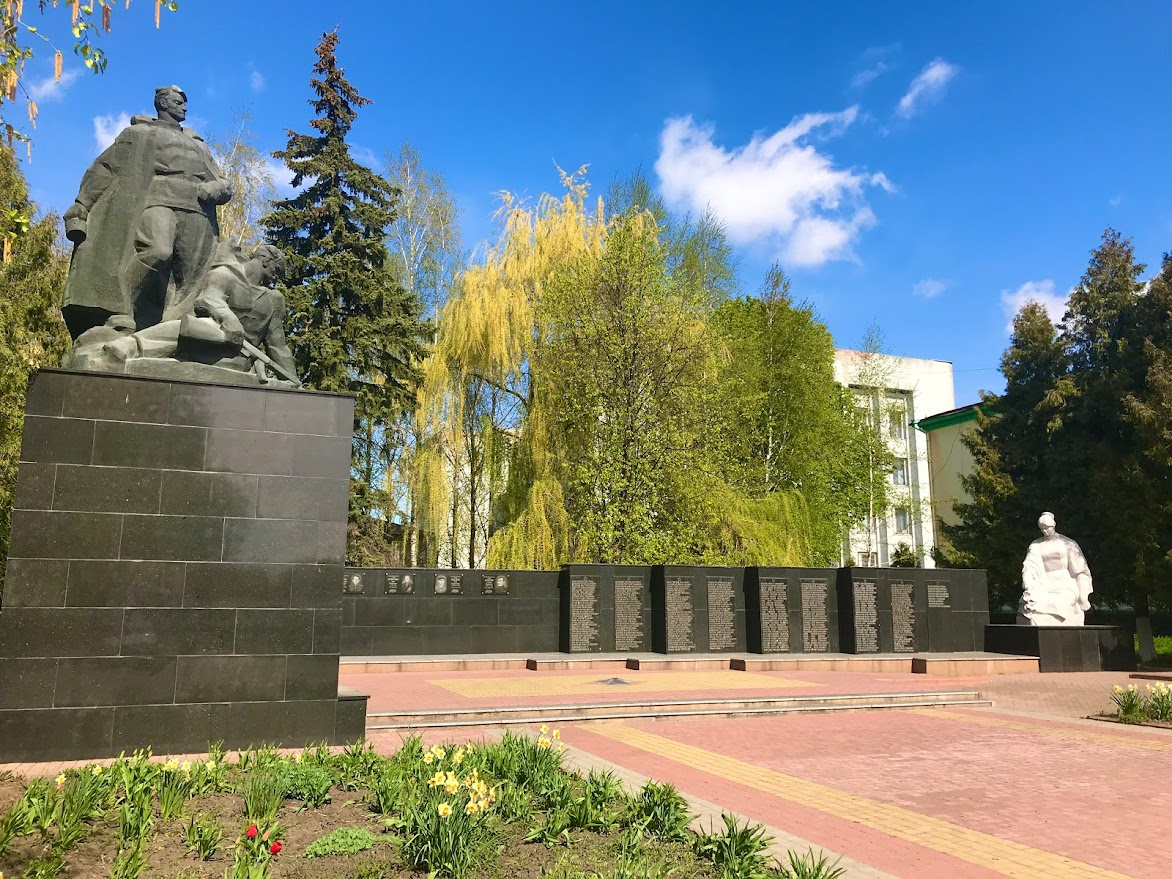

## Виноски
1. ↑  Чисельність 2024 (PDF).
2. ↑  Жарких М. І. Храми Поділля. Довідник. [Архівовано 8 червня 2011 у Wayback Machine.]
3. ↑  Український лінгвістичний портал. Архів оригіналу за 21 червня 2013. Процитовано 6 квітня 2010. [Архівовано 2012-11-12 у Wayback Machine.]
4. ↑  Ярмолинецький район [Архівовано 18 вересня 2007 у Wayback Machine.] на Офіційний сайт Хмельницької обласної ради [Архівовано 9 серпня 2016 у Wayback Machine.]
5. ↑  Чубинський Павло Платонович  (1839 —1884) (1872). Том 7. Вып. 1. Евреи. Поляки. Племена немалорусского происхождения. С.-Петербург. Императорское русское Географическое общество. с. 241.
6. ↑  Ярмолинці. Геоінформаційна система місць «Голодомор 1932—1933 років в Україні». Український інститут національної пам'яті. Процитовано 18 червня 2020.{{cite web}}:  Обслуговування CS1: Сторінки з параметром url-status, але без параметра archive-url (посилання)
7. ↑  Постанова Верховної Ради України від 17 липня 2020 року № 807-IX «Про утворення та ліквідацію районів»
8. ↑  Державний комітет статистики України. Чисельність наявного населення України на 1 січня 2011 року, Київ-2011 (doc). Архів оригіналу за 10 жовтня 2012. Процитовано 20 жовтня 2011. [Архівовано 10 жовтня 2012 у Wayback Machine.]
9. ↑  Чисельність наявного населення України на 1 січня 2021 (PDF). 1 січня 2021. Архів оригіналу (PDF) за 8 липня 2022. Процитовано 13 липня 2022. [Архівовано 2022-04-06 у Wayback Machine.]
10. ↑  www.ukrcensus.gov.ua [Архівовано 4 березня 2016 у Wayback Machine.] (Дані Всеукраїнського перепису населення України 2001 року)
11. ↑  Рідні мови в об'єднаних територіальних громадах України — Український центр суспільних даних
12. ↑  ДАІ б'є на сполох — в області жахливі дороги. Укравтодор звітує про завершення ямкового ремонту. Архів оригіналу за 25 жовтня 2014. Процитовано 25 жовтня 2014.
13. ↑  Узвар на експорт. Як українці перетворили напій із шкільної їдальні на суперфуд та експортують його в США
14. ↑  Вебсайт Ярмолинецького консервного заводу
15. ↑  ЗНЗ (Ярмолинецького) району [Архівовано 13 листопада 2010 у Wayback Machine.] на Ярмолинецький районний методичний кабінет (вебсайт) [Архівовано 10 червня 2010 у Wayback Machine.]
16. ↑  Вебсторінка ліцею. Архів оригіналу за 1 грудня 2012. Процитовано 30 січня 2011.
17. ↑  Ярмолинецький професійний ліцей [Архівовано 2 травня 2009 у Wayback Machine.] на Хмельницький регіональний центр зайнятості [Архівовано 23 грудня 2008 у Wayback Machine.]
18. ↑  Поляки в Україні: створено всі умови для здобуття освіти та вивчення рідної мови[недоступне посилання з серпня 2019] // матеріал за 1 листопада 2005 року на ДТРК «Всесвітня служба „Українське телебачення і радіомовлення“ (УТР)» [Архівовано 26 червня 2010 у Wayback Machine.]
19. ↑  Українська Православна церква смт Ярмолинці. Архів оригіналу за 24 березня 2010. Процитовано 6 квітня 2010.
20. ↑  Ярмолинецький район Хмельницької області у Каталогу пам'яток на www.spadok.org. Архів оригіналу за 3 липня 2012. Процитовано 6 квітня 2010.
21. ↑  19:19 Відзначення в районі Дня пам'яті жертв голодоморів на Офіційний сайт Ярмолинецької районної державної адміністрації [Архівовано 27 січня 2011 у Wayback Machine.]
22. ↑  Книга пам'яті. Архів оригіналу за 8 січня 2019. Процитовано 1 березня 2019.